# Hamburg (Arkansas)
Hamburg település az Amerikai Egyesült Államok Arkansas államában, Ashley megyében, melynek megyeszékhelye is. Lakosainak száma 2536 fő (2020. április 1.).

## Népesség
A település népességének változása:

| 2010 | 2 857 |
| 2020 | 2 536 |